# Epistolario (Spinoza)
L'Epistolario è la raccolta di lettere che Baruch Spinoza scambiò in maniera periodica con i dottori del tempo e con alcune persone che appartenevano alla cerchia dei suoi estimatori. A oggi sono conservate 88 lettere, di cui 50 appartengono a Spinoza e 38 ai corrispondenti, 52 sono state composte in latino e 26 in neerlandese.
All'interno dell'Epistolario si trovano importanti riflessioni sui temi già trattati nelle altre opere spinoziane, quali il tema dell'infinito, degli attributi di Dio, fino a questioni anche di poca rilevanza ma poste dagli interlocutori allo Spinoza come ad esempio il tema dei fantasmi o di scoperte scientifiche dell'epoca (il vuoto, il nitro).
L'Epistolario comunque riveste una grande importanza per comprendere anche il carattere psicologico del filosofo olandese.

## Prime edizioni italiane
Con il titolo Lettere, a cura di Ubaldo Lopes-Pegna, presso l'editore Carabba di Lanciano nel 1938. Nella "Biblioteca di cultura filosofica" di Einaudi, a cura di Antonio Droetto, sono state pubblicate 84 lettere nel 1951, poi ristampate nel 1974.

## Struttura
L'Epistolario è strutturato in 17 carteggi varianti per numero di lettere, cronologicamente ordinato rispetto agli stessi carteggi e alle lettere contenute in ciascun carteggio. Questo è il criterio originale seguito dagli editori degli Opera Posthuma e riproposto nell'edizione di: Spinoza Opere, Milano, 2007, curata da Filippo Mignini e Omero Proietti:
- Carteggio Spinoza-Oldenburgh (Ep. I-XXVIII) agosto 1661/febbraio 1676
- Carteggio Spinoza-De Vries (Ep. XXIX-XXXI) febbraio/marzo 1663
- Carteggio Spinoza-Meijer (Ep. XXXII-XXXIV) aprile/agosto 1663
- Carteggio Spinoza-Balling (Ep. XXXV) luglio 1664
- Carteggio Spinoza-Van Blijenbergh (Ep. XXXVI-XLIII) dicembre 1664/giugno 1665
- Carteggio Spinoza-Bouwmeester (Ep. XLIV-XLV) maggio-giugno 1665/giugno 1666
- Carteggio Spinoza-Hudde (Ep. XLVI-XLVIII) gennaio/giugno 1666
- Carteggio Spinoza-Van Der Meer (Ep. XLIX) ottobre 1666
- Carteggio Spinoza-Jelles (Ep. L-LVII) marzo 1667/settembre-dicembre 1676
- Carteggio Spinoza-Van Velthuysen (Ep. LVIII-LX) gennaio 1671/agosto-novembre 1675
- Carteggio Spinoza-Stensen (Ep. LXI) settembre/ottobre 1671
- Carteggio Spinoza-Leibniz (Ep. LXII-LXIII) ottobre/novembre 1671
- Carteggio Spinoza-Fabritius, Elettore Palatino (Ep. LXIV-LXV) febbraio/marzo 1673
- Carteggio Spinoza-Graevius (Ep. LXVI) dicembre 1673
- Carteggio Spinoza-Boxel (Ep. LXVII-LXXII) settembre/novembre 1674
- Carteggio Spinoza-Schuller-Tschirnhaus (Ep. LXXIII-LXXXVI) ottobre 1674/luglio 1676
- Carteggio Spinoza-Burgh (Ep. LXXXVII-LXXXVIII) settembre 1675